# Tramvajová doprava v Lyonu
Tramvajová doprava v Lyonu obsluhuje třetí největší francouzské město Lyon a část jeho aglomerace. 
Má osm linek, z toho sedm městských a jednu meziměstskou, Rhônexpress, která zajišťuje spojení s letištěm Lyon-Saint Exupéry. Původní systém začal fungovat v roce 1880 a zrušen byl v roce 1956. V roce 1989 se objevila myšlenka na znovuzavedení tramvají. Po mnoha protestech byly první dvě linky otevřeny v prosinci 2000 a uvedeny do běžného provozu 2. ledna 2001. Jednalo se o linky T1 a T2, v roce 2006 je následovala linka T3, T4 v roce 2009, Rhônexpress v roce 2010, T5 v roce 2012, T6 v roce 2019 a T7 v roce 2021. Jedná se o druhou největší tramvajovou síť ve Francii, hned po tramvajové dopravě v Île-de-France. V červnu 2020 překonal vozový park symbolický milník, má již přes 100 vozů. 

## Historie

### Bývalá síť
V roce 1879 byla založena společnost Compagnie des Omnibus et tramways de Lyon (OTL). První tramvaj vyjela na linku č. 5 mezi Bellecour a Vaise 11. října 1880. Jednalo se o koněspřežnou tramvaj. Síť tehdy byla dlouhá 43 kilometrů. Elektrifikace započala v roce 1893. Vzniklo také několik společností, které měly povolení provozovat tramvaje, ty však později pohltila OTL. V roce 1930, kdy byla síť na vrcholu, přepravila téměř 160 milionů cestujících za rok na 34 linkách. Následoval však úpadek tramvají, a to i přes úspěch meziměstské tramvajové linky do Neuville. Přispěly k tomu také soudní problémy OTL a postupné zavádění autobusů a trolejbusů. Byl přerušen provoz na některých tratích. Za Druhé světové války tramvaje paradoxně zažily klidnější období. Tratě byly zrekvírovány a byl obnoven provoz na neprovozovaných tratích. Nicméně po válce čelily tramvaje trolejbusům a autobusům. Od roku 1946 se Lyon stal „městem trolejbusů“. 30. ledna 1956 byla zrušena poslední tramvajová linka a 30. června 1957 skončila i trať do Neuville.

### Návrat tramvají
Již v letech 1983-1984 byly zvažovány tramvaje na ose východ-západ. Tato myšlenka však byla opuštěna a místo ní postaveno metro D. V roce 1989 se vrátila myšlenka na znovuzavedení tramvají. Vysoké náklady na stavbu metra D totiž pohřbily rozšiřování metra. V roce 1996 bylo z iniciativy starosty Lyonu Raymonda Barreho rozhodnuto o stavbě tramvají, které mají několik výhod: jsou levnější než metro a pojmou dostatečný počet osob. Zároveň bylo v plánu, aby tramvaje jezdily na vlastní části vozovky, díky čemuž je provoz rychlejší. V místech, kde toto nešlo uskutečnit, měly mít tramvaje přednost před zbytkem provozu. Návrat tramvají do Lyonu v roce 2001 byl vyvrcholením dlouholetých snah o znovuzavedení tramvají. Do provozu byly uvedeny první dvě linky, T1 a T2.

### Postupné rozšiřování
27. října 2003 byla linka T2 prodloužena do obce Saint-Priest, prodloužení se 15. září 2005 dočkala i linka T1. 27. listopadu 2006 byla slavnostně otevřena linka T3, která spojuje Lyon s obcí Meyzieu. 20. dubna 2009 pak linka T4 spojující Lyon a obec Feyzin. 9. srpna 2010 byl uvedena do provozu tramvajová linka Rhônexpress. Linku T4 následovala linka T5, která jezdí z Lyonu ke kongresovému centru Eurexpo. Od 22. listopadu 2019 je v provozu okružní linka T6. Linka T7 od února 2021 obsluhuje stadion Parc Olympique Lyonnais. Otevření bylo původně plánováno na 2. listopadu 2020, ale kvůli pandemii Covid-19 bylo odloženo. Linka T7 je zároveň první (a dosud jediná) linka, která vůbec neobsluhuje Lyon.

## Současná síť
Tramvajovou síť provozuje společnost Keolis Lyon, s výjimkou Rhônexpressu, který provozuje CFTA Rhône a je nezávislý na Keolis Lyon. Síť, kterou v únoru 2021 tvořilo osm linek včetně Rhônexpressu, má v současné době 103 stanic.

### Využití
Počet cestujících v tramvajích se od uvedení do provozu téměř neustále zvyšuje. Údaje v tabulce jsou bez Rhônexpressu.
| Rok                           | 2001   | 2002   | 2003   | 2004   | 2005   | 2006   | 2007   | 2008   | 2009   | 2010   | 2015   | 2016   | 2017   |
| Počet cestujících v milionech | 18,757 | 25,284 | 31,118 | 33,774 | 33,705 | 36,297 | 43,882 | 46,598 | 48,831 | 57,541 | 85,583 | 91,125 | 95,033 |

## Infrastruktura

### Koleje
Koleje mají standardní rozchod, tj. 1435 mm. V Lyonu mají tramvaje dva typy podloží: štěrkové a betonové, přičemž štěrkové se vyskytuje pouze na linkách T3, T7 a Rhônexpressu.

### Stanice
Stanice navrhl architekt Bruno Dumetier ve spolupráci s architektem Jeanem-Michelem Wilmottem. Stanice má informační systém pro cestující, který ukazuje příjezdy tramvají. Každá stanice je rovněž vybavena automatem na jízdenky, mapou okolí stanice a plánem MHD v Lyonu. Stanice jsou hlídány kamerami a jsou přístupné osobám se sníženou pohyblivostí.

## Vozový park
Vozový park linek T1 až T7 tvoří 73 souprav Alstom Citadis 302 a 34 souprav Alstom Citadis 402. Na Rhônexpressu jsou provozovány soupravy Stadler Tango.

## Provoz
Tramvaje stejně jako autobusy, trolejbusy, metro a lanovky provozuje Keolis Lyon pod názvem značkou TCL (Transports en commun lyonnais). Provozuje všechny tramvajové linky vyjma Rhônexpressu. Tramvaje jezdí vpravo stejně jako všude ve Francii. Jsou v provozu od 4:25 do 0:35 hodin.

## Budoucnost

### Ve výstavbě
- Prodloužení linky T6 Hôpitaux Est-Pinel do kampusu La Doua-Gaston Berger přes čtvrť Gratte-Ciel ve Villeurbanne. Uvedení do provozu plánováno na rok 2026.[13]
- Linka T9 (Charpennes – La Doua – Vaulx-en-Velin Hôtel de Ville – Carré de Soie)
- Linka T10 (Gerland – ZAC Technosud – Saint-Fons – Gare de Vénissieux), stavba začala v červnu 2023

## Galerie

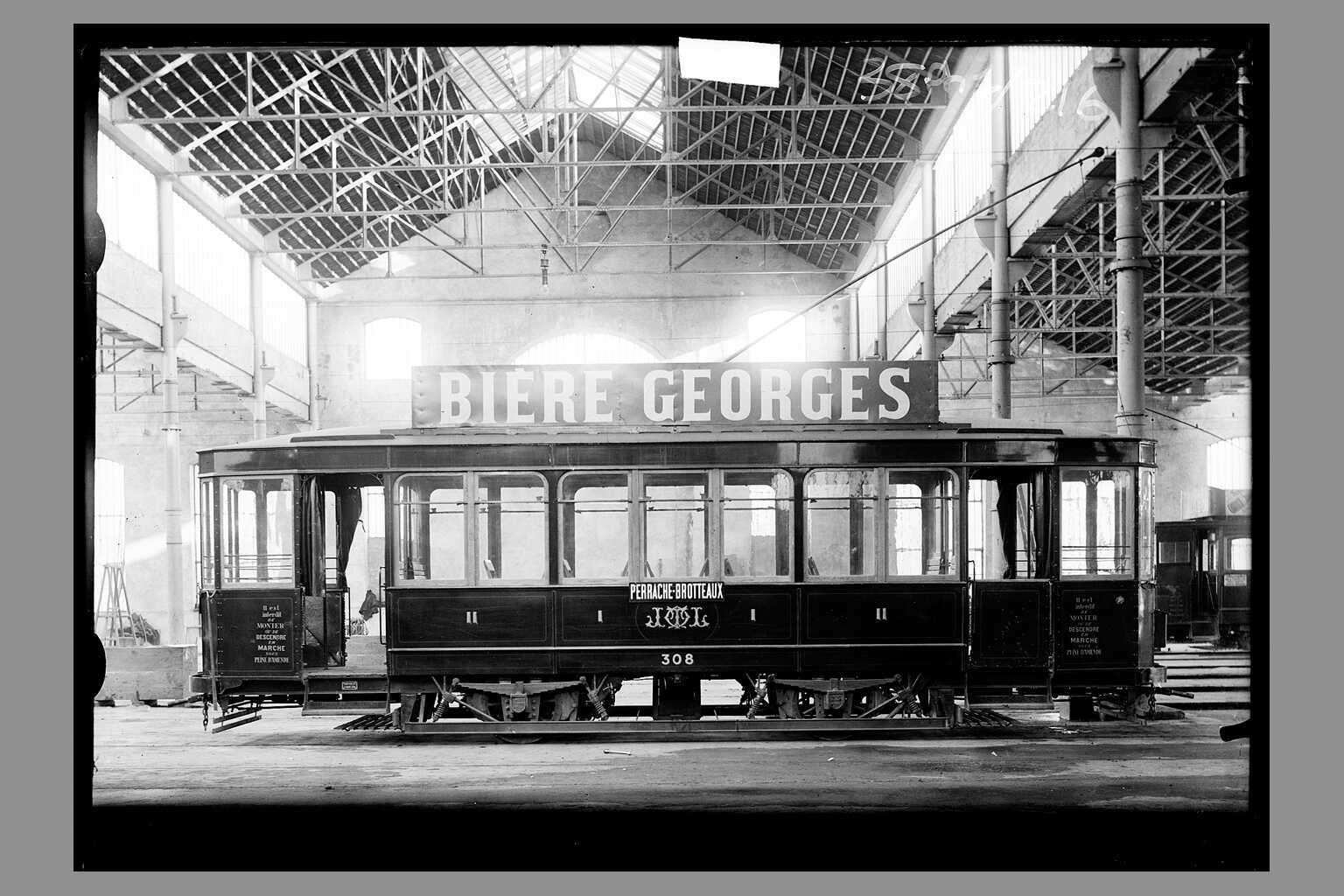
Lyonská tramvaj okolo roku 1910
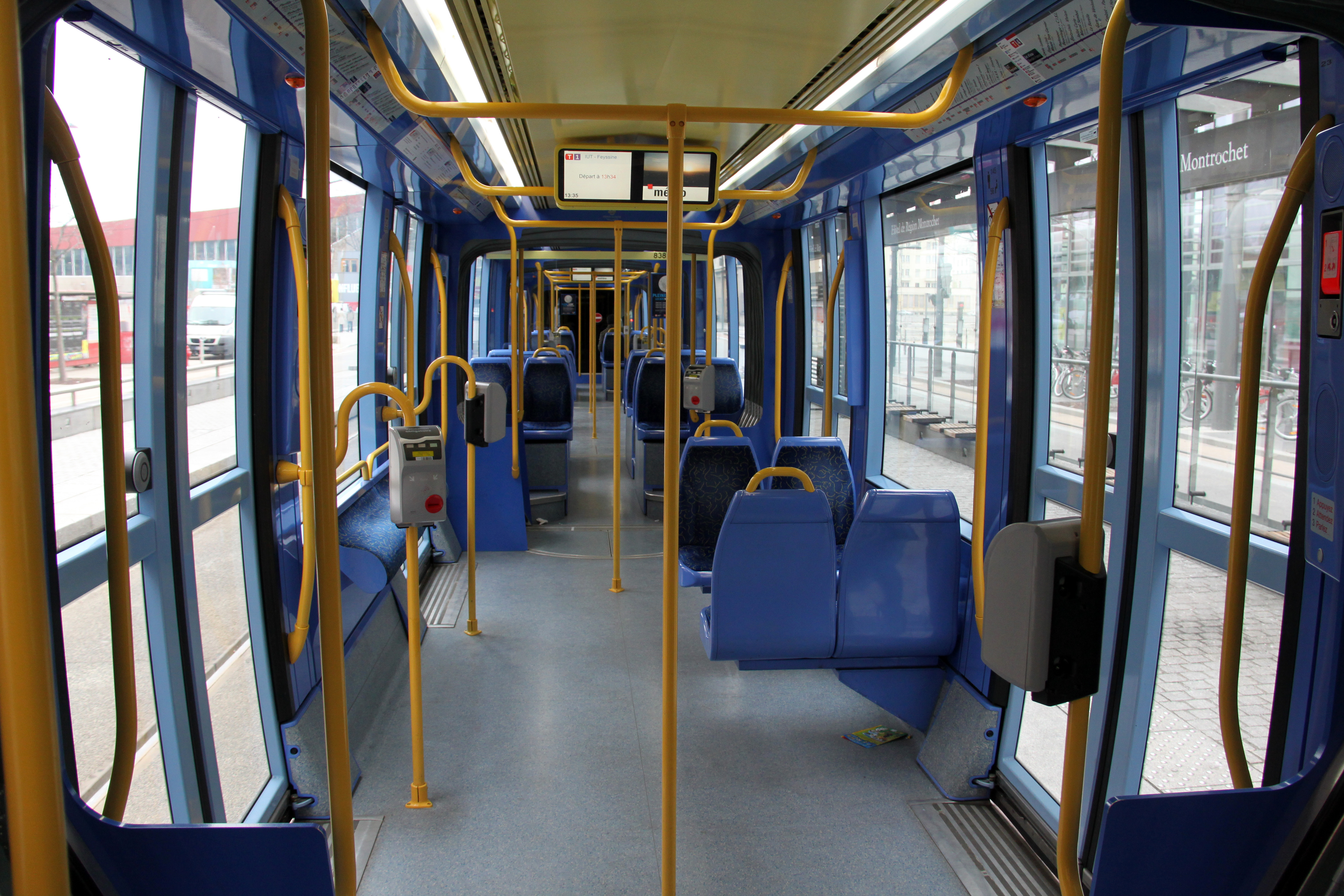
Interiér tramvaje Citadilis 302
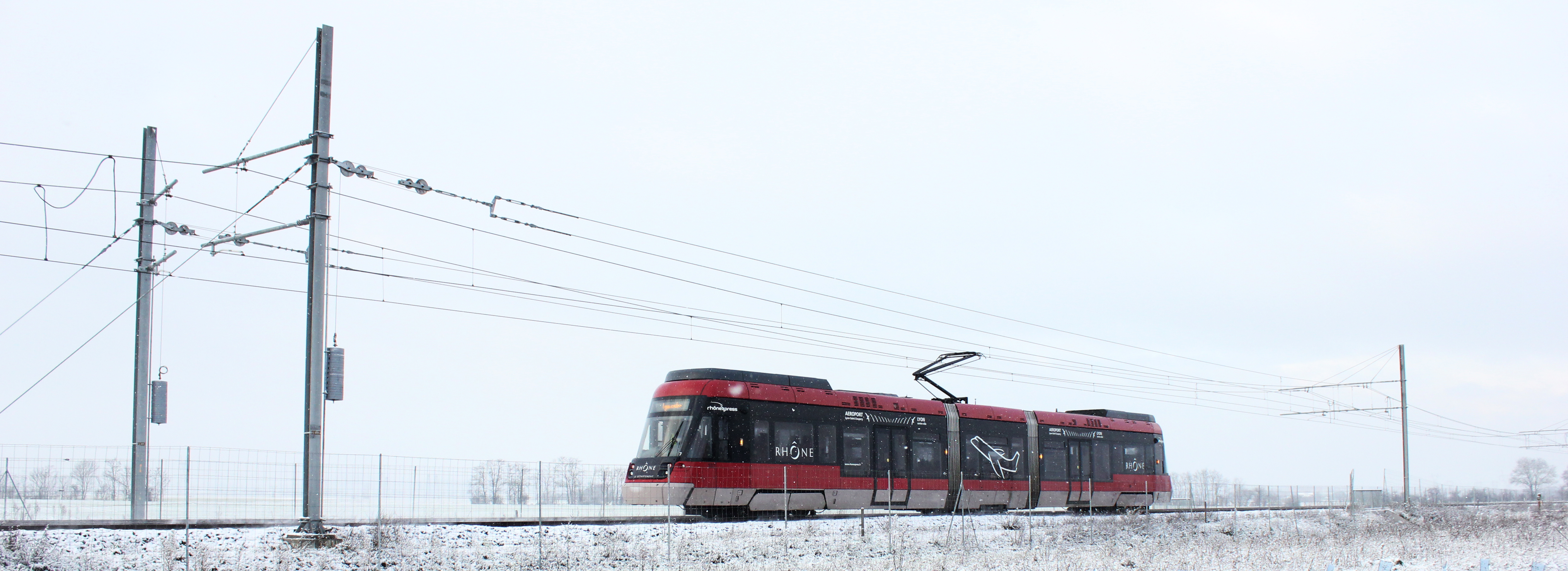
Rhônexpress
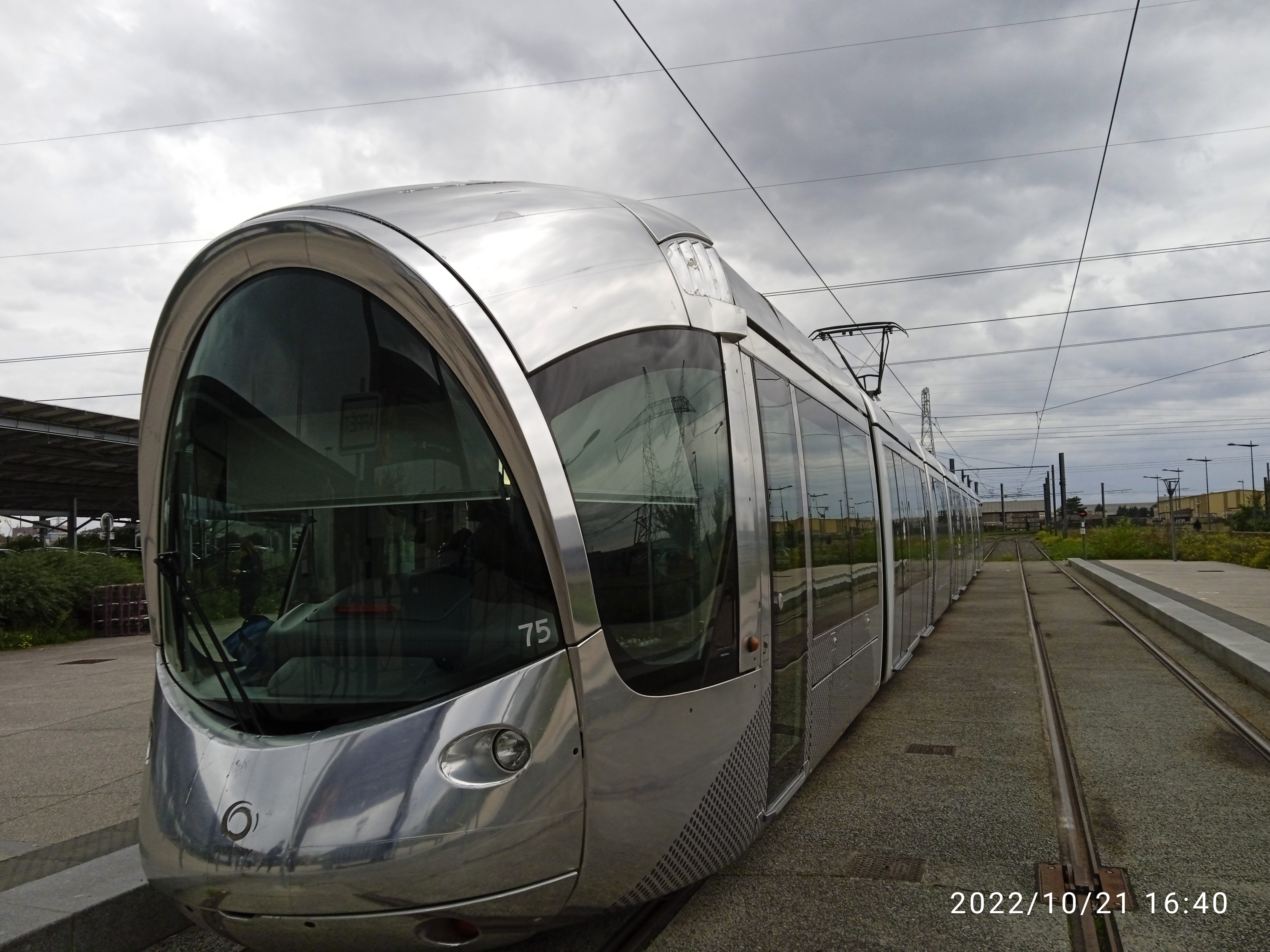
Tramvaj v Lyonu s betonovým podložím
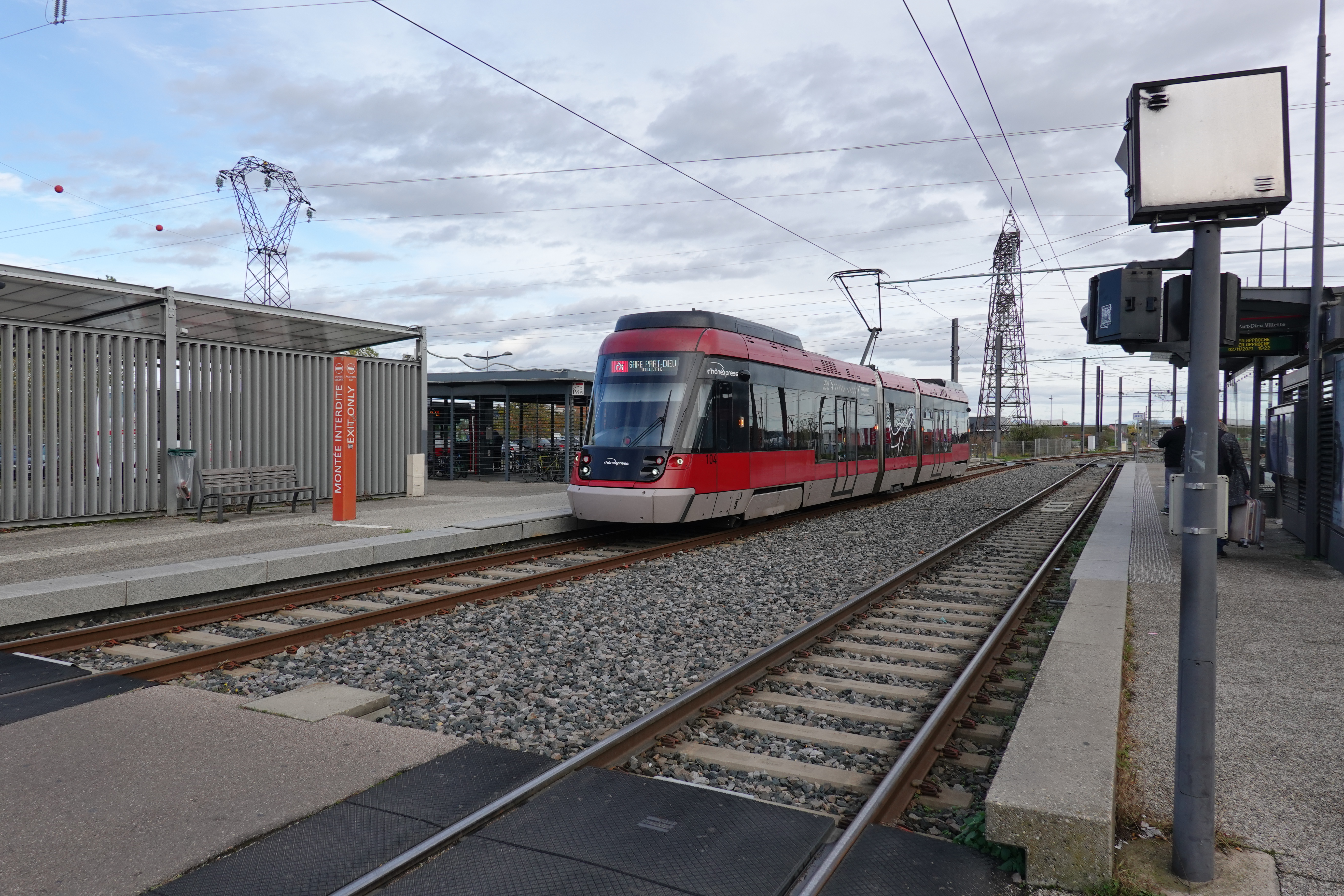
Rhônexpress
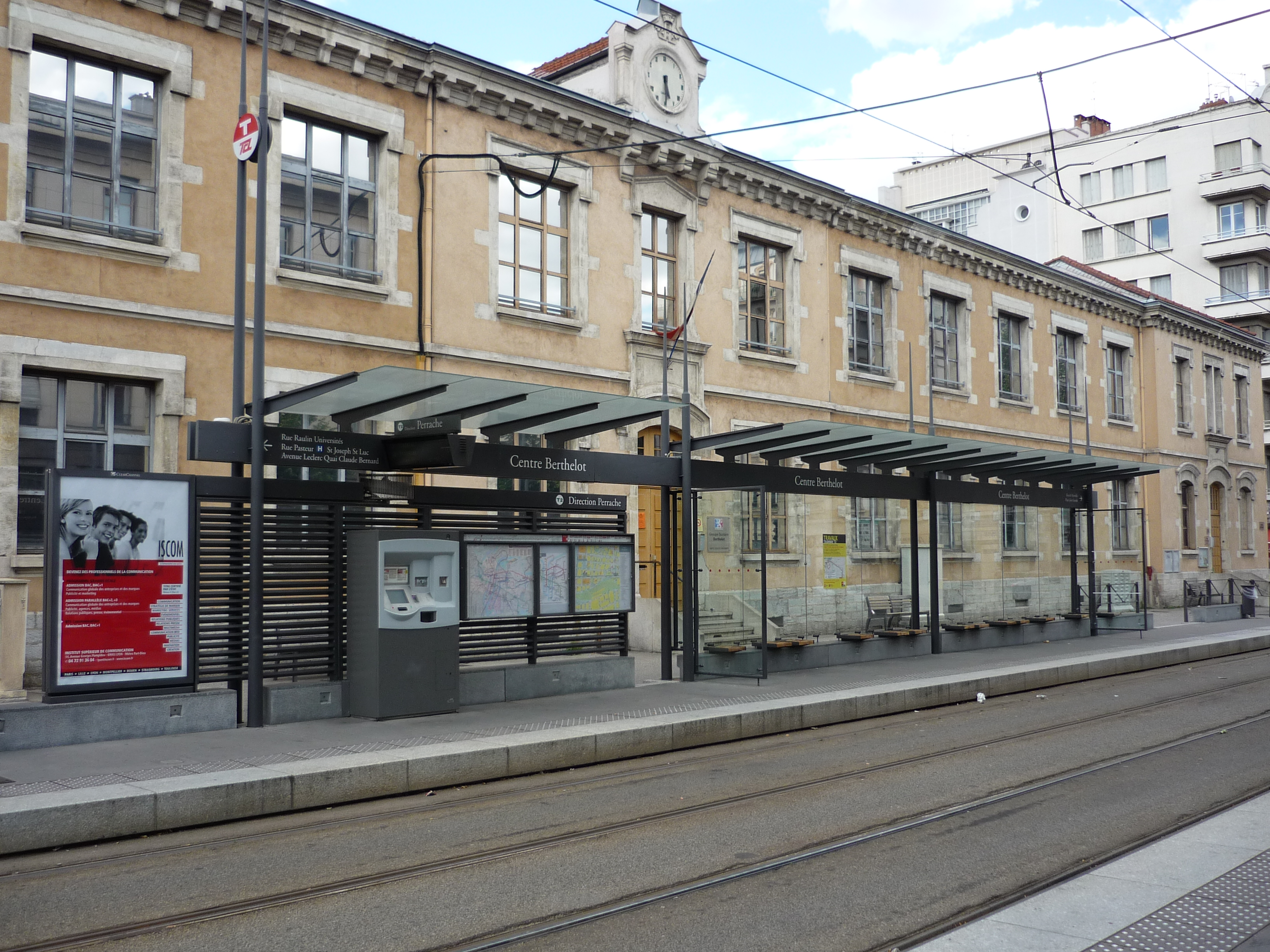
Stanice Centre Berthelot na lince T2